# Sougambus
Sougambus Crosby & Bishop, 1936 è un genere di ragni appartenente alla famiglia Linyphiidae.

## Distribuzione
L'unica specie oggi attribuita a questo genere è stata rinvenuta negli USA e in Canada.

## Tassonomia
A giugno 2012, si compone di una specie:
- Sougambus bostoniensis (Emerton, 1892)[3] — USA, Canada

### Sinonimi
- Sougambus algidus (Hackman, 1954); considerato sinonimo di S. bostoniensis in seguito ad uno studio degli aracnologi Aitchison-Benell & Dondale del 1990[1].

### Specie trasferite
- Sougambus georgiensis Chamberlin & Wilton Ivie, 1944; trasferito al genere Goneatara Bishop & Crosby, 1935[1].